# RenovaBR
O RenovaBR é uma organização sem fins lucrativos, idealizada pelo empreendedor e investidor Eduardo Mufarej. O RenovaBR apoia o surgimento de novas lideranças políticas no Brasil através da qualificação e formação de quadros.

## Histórico
O RenovaBR, bem como outros movimentos semelhantes de renovação, surgiram devido à crise política de 2014 e, segundo eles, ao cansaço do brasileiro da política tradicional.
O programa foi criado no dia 6 de Outubro de 2017. Sua primeira turma contou com 4.000 inscritos e 133 selecionados.

## Atuação
Nas Eleições gerais no Brasil em 2018, 117 lideranças de 22 partidos foram candidatos. Desses, foram eleitos um senador, nove deputados federais e seis deputados estaduais, sendo que metade dos eleitos são filiados ao Partido Novo. Entre os eleitos destacam-se os deputados federais Joênia Wapichana, Marcelo Calero, Tabata Amaral e Vinicius Poit.
Todos os deputados federais eleitos pelo movimento votaram a favor da reforma da previdência proposta pelo governo Bolsonaro, exceto Joênia Wapichana, deputada da Rede Sustentabilidade e única indígena no Congresso.

Em um País com desemprego estrutural, como fazer com que a grande maioria dos trabalhadores se aposente apenas com 60% do valor e seus salários e exigir 40 anos de contribuição para terem acesso ao benefício integral?— Joênia

## Semelhanças com outros movimentos
O RenovaBR compartilha muitas características com outros movimentos criados na mesma época, como o Movimento Acredito, sendo as diferenças apenas muito secundárias. Muitos integrantes de um movimento também fazem ou já fizeram parte de outros movimentos. Marcelo Calero, por exemplo, também é membro do Agora! e do Livres. Eduardo Mufarej, fundador do RenovaBR, também foi cofundador do Agora!.

## Líderes eleitos
Senador:
Alessandro Vieira, Senador - SE
Deputados Federais:
Felipe Rigoni, Deputado Federal - ES; 
Joênia Wapichana, Deputada Federal - RR; 
Lucas Gonzalez, Deputado Federal - MG; 
Luiz Lima, Deputado Federal - RJ; 
Marcelo Calero, Deputado Federal - RJ; 
Paulo Ganime, Deputado Federal - RJ; 
Tabata Amaral, Deputada Federal - SP; 
Tiago Mitraud, Deputado Federal - MG; e 
Vinicius Poit, Deputado Federal - SP.
Deputados Estaduais:
Daniel José, Deputado Estadual - SP
David Maia, Deputado Estadual - AL
Fábio Ostermann, Deputado Estadual - RS; 
Heni Ozi Cukier, Deputado Estadual - SP; 
Marina Helou, Deputada Estadual - SP; 
Renan Ferreirinha, Deputado Estadual - RJ; e
Ricardo Mellão, Deputado Estadual - SP.
Tabela de Eleitos
Congresso Federal e Assembléias
| Congresso Federal |                                                     |                  |               |    |
| Legislatura       | Nome                                                | Cargo            | Partido       | UF |
| 2019-Atual        | Alessandro Vieira                                   | Senador          | MDB           | SE |
| 2023-Atual        | Beto Pereira²                                       | Deputado Federal | PSDB          | MS |
| 2023-Atual        | Camila Jara                                         | Deputado Federal | PT            | MS |
| 2023-Atual        | Daniel José¹                                        | Deputado Federal | Podemos       | SP |
| 2023-Atual        | Dr Daniel Soranz                                    | Deputado Federal | PSD           | RJ |
| 2023-Atual        | Duarte Jr.²                                         | Deputado Federal | PSB           | MA |
| 2023-Atual        | Gisela Simona¹                                      | Deputado Federal | União Brasil  | MT |
| 2023-Atual        | Loreny²                                             | Deputado Federal | Solidariedade | SP |
| 2023-Atual        | Luiz Lima                                           | Deputado Federal | PL            | RJ |
| 2023-Atual        | Marangoni                                           | Deputado Federal | União Brasil  | SP |
| 2023-Atual        | Pedro Aihara                                        | Deputado Federal | PRD           | MG |
| 2023 - Atual      | Samuel Viana                                        | Deputado Federal | Republicanos  | MG |
| 2023-Atual        | Tabata Amaral                                       | Deputado Federal | PSB           | SP |
|                   | Nota¹: Suplente, atualmente titulares da cadeira    |                  |               |    |
|                   | Nota²: Formados pelo RenovaBR na Turma de 2023/2024 |                  |               |    |

| Assembléias Estaduais |                   |                   |         |    |
| Legislatura           | Nome              | Cargo             | Partido | UF |
| 2023-Atual            | Augusto Zacarias  | Deputado Estadual | UNIÃO   | SP |
| 2023-Atual            | Carlos Lula       | Deputado Estadual | PSB     | MA |
| 2023-Atual            | Daniele Alonso    | Deputado Estadual | PL      | SP |
| 2023-Atual            | Fabio Oliveira    | Deputado Estadual | PODE    | PR |
| 2023-Atual            | Gerson Pessoa     | Deputado Estadual | PODE    | SP |
| 2023-Atual            | Leonardo Siqueira | Deputado Estadual | NOVO    | SP |
| 2023-Atual            | Lohanna França    | Deputado Estadual | PV      | MG |
| 2023-Atual            | Lucas Scaramussa  | Deputado Estadual | PODE    | ES |
| 2023-Atual            | Marina Helou      | Deputado Estadual | REDE    | SP |
| 2023-Atual            | Michelle Melo     | Deputado Estadual | PDT     | AC |
| 2023-Atual            | Paula Titan       | Deputado Estadual | MDB     | PA |

| Congresso Federal (2018) |                   |                  |         |    |
| Legislatura              | Nome              | Cargo            | Partido | UF |
| 2019-2022                | Alessandro Vieira | Senador          | REDE    | SE |
| 2019-2022                | Felipe Rigoni     | Deputado Federal | PSB     | ES |
| 2019-2022                | Joênia Wapichana  | Deputado Federal | REDE    | RR |
| 2019-2022                | Lucas Gonzalez    | Deputado Federal | NOVO    | MG |
| 2019-2022                | Luiz Lima         | Deputado Federal | PL      | RJ |
| 2019-2022                | Marcelo Calero    | Deputado Federal | PPS     | RJ |
| 2019-2022                | Paulo Ganime      | Deputado Federal | NOVO    | RJ |
| 2019-2022                | Tabata Amaral     | Deputado Federal | PDT     | SP |
| 2019-2022                | Tiago Mitraud     | Deputado Federal | NOVO    | MG |
| 2019-2022                | Vinicius Poit     | Deputado Federal | NOVO    | SP |

| Assembléias Estaduais (2018) |                   |                   |         |    |
| Legislatura                  | Nome              | Cargo             | Partido | UF |
| 2019-2022                    | Daniel José       | Deputado Estadual | NOVO    | SP |
| 2019-2022                    | David Maia        | Deputado Estadual | DEM     | AL |
| 2019-2022                    | Fábio Ostermann   | Deputado Estadual | NOVO    | RS |
| 2019-2022                    | Heni Ozi Cukier   | Deputado Estadual | NOVO    | SP |
| 2019-2022                    | Marina Helou      | Deputada Estadual | REDE    | SP |
| 2019-2022                    | Renan Ferreirinha | Deputado Estadual | PSB     | RJ |
| 2019-2022                    | Ricardo Mellão    | Deputado Estadual | NOVO    | SP |